# 伯拉鄉

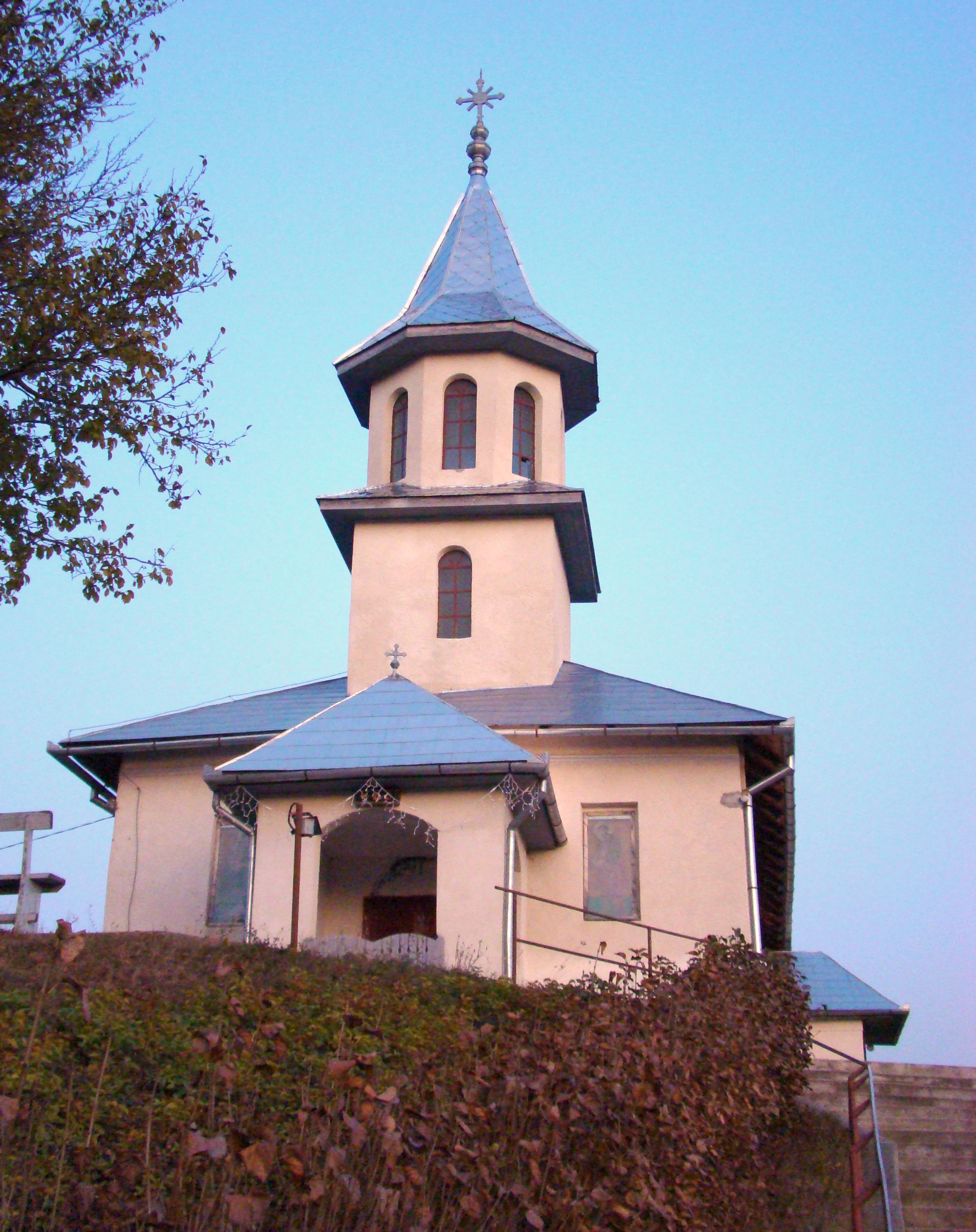

46°43′N 24°30′E / 46.72°N 24.5°E
伯拉鄉（羅馬尼亞語：Comuna Băla, Mureș），是羅馬尼亞的鄉份，位於該國中部，由穆列什縣負責管轄，面積28平方公里，海拔高度442米，2007年人口833，人口密度每平方公里30人。